# Babesia canis
Babesia canis Piana & Galli-Valerio, 1895 è un protozoo appartenente alla famiglia Babesiidae (classe Aconoidasida, ordine Piroplasmida).
Babesia canis è un parassita che colpisce il cane, provocando la piroplasmosi o babesiosi. Essa è trasmessa al cane dalle zecche. I sintomi nel cane sono: febbre, sub-ittero, modesta anemia, alterazioni delle transaminasi (ALT, AST). Spesso, nei casi più gravi il sintomo più caratteristico è l'emoglobinuria che caratterizza l'urina dell'animale che appare scura. L'urina diventa scura ed assume un colore che inizialmente è ambrato scuro sino a prendere il colore  nero del caffè in quei casi trascurati. L'emoglobinuria è provocata dalla progressiva lisi degli eritrociti che consente la fuoriuscita del pigmento emoglobinico dagli stessi. L'emoglobina viene poi filtrata dai reni e quindi passa nelle urine provocandone il caratteristico colore. L'animale in questi casi appare prostrato, inappetente e necessita di cure specifiche adeguate e tempestive.